# Novîi Mîr, Bârzula
Novîi Mîr (în ucraineană Новий Мир) este un sat în comuna Cuialnic din raionul Bârzula, regiunea Odesa, Ucraina.

## Demografie
Componența lingvistică a localității Novîi Mîr
     Ucraineană (52,47%)
     Română (41,44%)
     Rusă (6,08%)
Conform recensământului din 2001, majoritatea populației localității Novîi Mîr era vorbitoare de ucraineană (52,47%), existând în minoritate și vorbitori de română (41,44%) și rusă (6,08%).

## Vezi și
- Românii de la est de Nistru